# Sympycnus lineatus
Sympycnus lineatus är en tvåvingeart som beskrevs av Friedrich Hermann Loew 1861. Sympycnus lineatus ingår i släktet Sympycnus och familjen styltflugor. Inga underarter finns listade i Catalogue of Life.